# Pozycja dziecka
Pozycja dziecka (rum. Poziția copilului) – rumuński dramat filmowy z 2013 roku w reżyserii Călina Petera Netzera. Zdjęcia kręcono w Bukareszcie.
Światowa premiera filmu nastąpiła 11 lutego 2013 roku podczas 63. Międzynarodowego Festiwalu Filmowego w Berlnie, na którym to film otrzymał nagrodę główną − Złotego Niedźwiedzia.
Polska premiera filmu miała miejsce 13 kwietnia 2013 w ramach 19. Festiwalu Wiosna Filmów w Warszawie. Następnie film pokazywany był w ramach poznańskiego festiwalu Transatlantyk Festival.
Film był oficjalnym kandydatem Rumunii do Oscara za najlepszy film nieanglojęzyczny podczas 86. ceremonii wręczenia Oscarów, ale nie uzyskał nominacji.

## Obsada
- Luminița Gheorghiu jako Cornelia Keneres
- Bogdan Dumitrache jako Barbu
- Vlad Ivanov jako Dinu Laurențiu
- Florin Zamfirescu jako pan Aurelian Făgărășanu
- Ilinca Goia jako Carmen
- Natașa Raab jako Olga Cerchez
- Adrian Titieni jako ojciec dziecka
- Mimi Brănescu jako policjant

i inni

## Nagrody i nominacje
63. Międzynarodowy Festiwal Filmowy w Berlinie
- nagroda: Złoty Niedźwiedź − Călin Peter Netzer
- nagroda: Nagroda FIPRESCI − Călin Peter Netzer

26. ceremonia wręczenia Europejskich Nagród Filmowych
- nominacja: Najlepsza Europejska Aktorka − Luminița Gheorghiu